# Viorica Ţurcanu
Viorica Ţurcanu (Bucarest, 26 de abril de 1954) es una deportista rumana que compitió en esgrima, especialista en la modalidad de florete. Ganó una medalla de bronce en el Campeonato Mundial de Esgrima de 1978 en la prueba por equipos.

## Palmarés internacional
| Campeonato Mundial | Campeonato Mundial | Campeonato Mundial | Campeonato Mundial  |
| Año                | Lugar              | Medalla            | Prueba              |
| ------------------ | ------------------ | ------------------ | ------------------- |
| 1978               | Hamburgo (RFA)     | Medalla de bronce  | Florete por equipos |